# Zwölferköpfl (Estergebirge)
Das Zwölferköpfl ist ein 1656 m ü. NHN hoher Gratgipfel im Estergebirge oberhalb des Mineckergrates, der das Archtal östlich begrenzt und in seiner Verlängerung bis zur Hohen Kisten führt. Östlich unterhalb befindet sich ein weiterer kleiner Gratkopf, das Elferköpfl.
Der mit einem Gipfelkreuz versehene Gipfel ist von Eschenlohe über Steige erreichbar.